# Vrjesovke
Vrjesovke (vrijesovke, lat. Ericaceae), biljna porodica iz reda vrjesolikih (Ericales). Ova porodica obuhvaća 127 rodova. Široko je rasprostranjena u umjerenim i subarktički regijama, te u tropskim krajevima i na visokim nadmorskim visinama. Biljka je često drvenasta
Neke porodice kasnije su uključene u nju, današnje potporodice Monotropoideae i Pyroloideae (Pyrolaceae).

## Opis
Bilje, polugrmovi, grmovi ili drveće, (rijetko loza), višegodišnje, listopadno ili zimzeleno, obično autotrofno, ponekad mikotrofno (podporodica Monotropoideae), obično klorofilno i autotrofno, ponekad aklorofilno i heterotrofno (podporodica Monotropoideae), aromatski spojevi (npr., metil salicilat) ponekad prisutan (Gaultheria). Stabljike (nema ih kod nekih Monotropoideae) uspravne ili polegnute do povaljene, gole ili dlakave (nadzemne stabljike ponekad nastaju od izdanaka, rizoma ili korijena), čvrste srži (šuplje, s dijafragmama kod Agarista). Listovi (reducirani ili odsutni kod nekih Monotropoideae), obično stabljikasti, ponekad u bazalnim rozetama (podporodica Monotropoideae), obično naizmjenični ili pseudoverticilirani, ponekad nasuprotni ili, rijetko, vijugavi, jednostavni; stipule odsutne; peteljka prisutna ili odsutna. Cvatovi na vrhu ili u pazušnim grozdovima, štitasti cvjetovi, metlice,  klasovi ili pojedinačni cvjetovi. Cvjetovi obično dvospolni, rijetko jednospolni (Ericoideae), radijalno simetrični (ponekad blago bilateralno simetrični u Monotropoideae i Ericoideae); periant i androecium hipogin (epigin u nekih Vaccinioideae); hipantij odsutan; čašnih listića nema ili su (2–)4–5(–7), različiti ili spojeni bazalno; latice (2–)4–5(–8), rijetko ih nema ili su jako reducirane, spojene ili različite, nisu ljepljive (prekrivene ljepljivim eksudatom kod Bejarije); intrastaminalni nektarni disk prisutan ili odsutan; prašnici (2–)5–8(–10) [14, 16, 20]; filamenti različiti; prašnici obrnuti tijekom razvoja, često s osjima, rastavljeni porama ili kratkim prorezima (na prividnom vrhu) ili prorezima (bočno); pistil 1, 4–5-karpelat; jajnik gornji (inferioran kod nekih Vaccinioideae), nepotpuno (2–)5–10-lokularan (1-lokularan kod nekih Monotropoideae), često izbrazdan ili režnjevit izvana; placentacija aksilna ili parijetalna; ovuli anatropni, unitegmični, tenuinucelatni; stilovi 1, ravni ili deklinirani (zakrivljeni u Elliottia), šuplji; stigme 1, glavičaste ili ljuskaste do lijevkaste, obično 5-režnjeve. Plodovi su čahurasti i rastavljeni (lokulicidni, septifragalni ili septicidni), ili koštunjasti (osovina je vlaknasta ili mekana kod nekih Monotropoideae) ili oblika vrča (rijetko svaki okružen naraslom ili mesnatom čaškom kod roda Gaultheria) i neraskriveni. Sjemenke 1–10 (–1000+), žućkastosmeđe ili smeđe, elipsoidne, jajolike ili sferoidne, ili fusiformne do spljoštene, ili duguljaste (ponekad trostrane); testa tanka (koštana u  Arbutoideae i Vaccinioideae); embrij obično ravan, fusiforman, rijetko sitan i nediferenciran; endosperm obilan, staničan, mesnat.

## Potporodice i rodovi s brojem vrsta
- Arbutoideae (Meisn.) Nied.
  - Arbutus L.
  - Arctostaphylos Adans.
  - Comarostaphylis Zucc.
  - Ornithostaphylos Small
  - Xylococcus Nutt.
- Cassiopoideae Kron & Judd
  - Cassiope D.Don
- Enkianthoideae Kron, Judd & Anderb.
  - Enkianthus Lour.
- Epacridoideae Link
  - Tribus Prionoteae Drude
    - Lebetanthus Endl.
    - Prionotes R.Br.

  - Tribus Archerieae Crayn & Quinn
    - Archeria Hook. f. (6 spp.)

  - Tribus Oligarrheneae Crayn & Quinn
    - Needhamiella L.Watson
    - Dielsiodoxa Albr.
    - Oligarrhena R.Br.

  - Tribus Cosmelieae Crayn & Quinn
    - Andersonia R.Br.
    - Cosmelia R.Br.
    - Sprengelia Sm.

  - Tribus Richeeae Crayn & Quinn
    - Dracophyllum Labill.
    - Sphenotoma Sweet

  - Tribus Epacrideae Dumort.
    - Epacris Cav.
    - Lysinema R.Br.
    - Woollsia F.Muell.

  - Tribus Styphelieae Bartl.
    - Pentachondra R.Br.
    - Acrothamnus Quinn
    - Acrotriche R.Br.
    - Androstoma Hook.f.
    - Stenanthera R. Br. (3 spp.)
    - Brachyloma Sond.
    - Conostephium Benth.
    - Agiortia Quinn
    - Cyathodes Labill.
    - Cyathopsis Brongn. & Gris
    - Montitega C.M.Weiller
    - Decatoca F.Muell.
    - Leptecophylla C.M.Weiller
    - Leucopogon R.Br.
    - Lissanthe R.Br.
    - Melichrus R.Br.
    - Monotoca R.Br.
    - Planocarpa C.M.Weiller
    - Styphelia Sm.
    - Trochocarpa R.Br.
- Ericoideae Link
  - Tribus Phyllodoceae Drude
    - Bejaria Mutis
    - Elliottia Muhl. ex Elliott
    - Kalmia L.
    - Epigaea L.
    - Rhodothamnus Rchb.
    - Kalmiopsis Rehder
    - hyllodoce Salisb.

  - Tribus Bryantheae Gillespie & Kron
    - Bryanthus S.G.Gmel.
    - Ledothamnus Meisn.

  - Tribus Ericeae DC. ex Duby
    - Daboecia D.Don
    - Calluna Salisb.
    - Erica Tourn. ex L.

  - Tribus Empetreae Horan.
    - Ceratiola Michx.
    - Corema D.Don
    - Empetrum Tourn. ex L.

  - Tribus Rhodoreae DC. ex Duby
    - Rhododendron L.
- Harrimanelloideae Kron & Judd
  - Harrimanella Coville (2 spp.)
- Monotropoideae Arn.
  - Tribus Pyroleae Dumort.
    - Pyrola L.
    - Orthilia Raf.
    - Chimaphila Pursh
    - Moneses Salisb. ex Gray

  - Tribus Monotropeae Dumort.
    - Allotropa Torr. & A.Gray
    - Cheilotheca Hook.f.
    - Monotropa L.
    - Monotropastrum Andres
    - Monotropsis Schwein. ex Elliott
    - Pityopus Small
    - Hemitomes A.Gray
    - Pleuricospora A.Gray

  - Tribus Pterosporeae Baill.
    - Pterospora Nutt.
    - Sarcodes Torr.
- Pyroloideae Kostel.
- Vaccinioideae Arn.
  - Tribus Oxydendreae Cox
    - Oxydendrum DC. (1)

  - Tribus Lyonieae Kron & Judd
    - Lyonia Nutt.
    - Craibiodendron W.W.Sm.
    - Pieris D.Don
    - Agarista D.Don ex G.Don

  - Tribus Vaccinieae Rchb.
    - Vaccinium L.
    - Rigiolepis Hook.f.
    - Costera J.J.Sm.
    - Gaylussacia Kunth
    - Symphysia J. Presl (11 spp.)
    - Agapetes D.Don ex G.Don
    - Didonica Luteyn & Wilbur
    - Notopora Hook.f.
    - Orthaea Klotzsch
    - Gonocalyx Planch. & Linden
    - Dimorphanthera (Drude) F.Muell.
    - Paphia Seem.
    - Cavendishia Lindl.
    - Macleania Hook.
    - Psammisia Klotzsch
    - Satyria Klotzsch
    - Mycerinus A.C.Sm.
    - Polyclita A.C.Sm.
    - Anthopteropsis A.C.Sm.
    - Ceratostema Juss.
    - Semiramisia Klotzsch
    - Oreanthes Benth.
    - Siphonandra Klotzsch
    - Pellegrinia Sleumer
    - Disterigma (Klotzsch) Nied.
    - Utleya Wilbur & Luteyn
    - Sphyrospermum Poepp. & Endl.
    - Rusbya Britton
    - Themistoclesia Klotzsch
    - Plutarchia A.C.Sm.
    - Anthopterus Hook.
    - Thibaudia Ruiz & Pav. ex J.St.-Hil.
    - Demosthenesia A.C.Sm.
    - Diogenesia Sleumer

  - Tribus Andromedeae Klotzsch
    - Andromeda L.
    - Zenobia D.Don

  - Tribus Gaultherieae Nied.
    - Leucothoe D.Don
    - Chamaedaphne Moench
    - Eubotrys Nutt.
    - Gaultheria Kalm ex L.

1. Aniserica N.E.Br. = Erica
2. Arctous Nied. = Arctostaphylos
3. Astroloma R.Br. = Styphelia
4. Choristemon H.B.Will. = Leucopogon
5. Coleanthera Stschegl. = Styphelia
6. Croninia J.W.Powell = Styphelia
7. Diplycosia Blume = Gaultheria
8. Eubotryoides (Nakai) H.Hara = Leucothoe
9. Lateropora A.C.Sm. = Symphysia
10. Periclesia A.C.Sm. = Ceratostema
11. ×Phyllothamnus C.K.Schneid. =
12. Richea R.Br. =
13. Tepuia Camp = Gaultheria